# فلاديمير أوستينوف
فلاديمير أوستينوف (بالروسية: Устинов, Владимир Васильевич)‏ (و. 1953 – م) هو سياسي من روسيا ولد في نيكولايفسك-نا-أمور.

## جوائز
حصل على جوائز منها بطل الاتحاد الروسي (وسام).